# 미조중학교
미조중학교(彌助中學校)는 대한민국 경상남도 남해군 미조면 미조리에 있는 공립 중학교이다.

## 학교 연혁
- 1954년 5월 31일 : 남수중학교 미조 분실 설치
- 1960년 3월 31일 : 남수중학교 미조 분교 3학급 인가
- 1967년 3월 1일 : 미조중학교 개교 3학급 인가
- 2002년 7월 18일 : 신축 교사로 이전
- 2012년 3월 1일 : 학칙변경으로 일반 3학급, 특수 1학급 인가
- 2017년 3월 1일 : 학생수용계획에 의거 일반 4학급 인가
- 2023년 1월 10일 : 제56회 졸업식(졸업생 11명, 누계 3,890명)
- 2023년 3월 2일 : 2023학년도 입학식(입학생 8명)
- 2023년 9월 1일 : 제28대 강형욱 교장 취임

## 참고 자료
- 미조중학교 - 한국교육학술정보원 학교알리미